# 慶嬪李氏
慶嬪李氏（경빈 이씨，1541年—1595年），朝鮮明宗的後宮嬪御，本貫為全義。

## 生平
生於中宗36年，幼時父母雙亡，由祖母羅氏撫養，後來進宮成為宮女。16歲時服侍文定王后，18歲得到明宗寵幸，明宗末年被封為淑媛。宣祖繼位後，按例累遷其位至淑儀，除此之外，她的表妹金氏受到宣祖的寵愛，即後來的仁嬪。
壬辰倭亂時，李氏來不及與國王、其他王室成員出奔，只好先逃到江華島，之後移往延安府，由於她當時已患病在身，在驚懼中病情加重，於宣祖28年六月十六日病逝，享年55歲（虛歲）。
英祖31年，因為表妹仁嬪金氏的緣故，被追贈為「慶嬪」。

## 家族
| 关系   | 姓名     | 备注               |
| ------ | -------- | ------------------ |
| 曾祖父 | 李沆     | 仕中廟朝，位至贊成 |
| 祖父   | 李守泓   | 曾任比安縣監       |
| 祖母   | 羅氏     |                    |
| 父     | 李添貞   |                    |
| 母     | 全州李氏 | 宗室               |

## 附註
1. ↑  《象村稿·淑儀李氏墓誌銘》淑儀姓李氏，系出忠淸之全義縣，代有簪纓，爲世大族。……
2. ↑  《象村稿·淑儀李氏墓誌銘》……壬辰倭寇逼京師，大駕西幸，淑儀倉卒未及從，避亂于江華，移延安府，驚憂成疾，乙未轉劇，內殿遣醫治之竟不效。以是年六月丁巳，終于寓舍，享年五十五。
3. ↑  《英祖實錄》85卷，英祖31年（1755年/乙亥年/清乾隆20年）6月14日（丙辰）
  - 贈淑儀李氏為慶嬪。淑儀即明廟後宮，而仁嬪表姊也，仁嬪少依焉，仍選入宣廟後宮。至是，上以仁嬪既上諡封園，淑儀當溯本而贈之，遂有是命。因親書墓碣，令畿伯樹竪之。
4. ↑  《象村稿·淑儀李氏墓誌銘》……有諱沆，仕中廟朝，位贊成，寔爲曾大父。大父守泓，比安縣監。……
5. ↑  《象村稿·淑儀李氏墓誌銘》……考諱添貞，娶宗室李氏女。……